# Star People Nation
Star People Nation ist ein Jazzalbum des Trompeters Theo Croker. Die Aufnahmen entstanden 2018 in Studios in Brooklyn, Los Angeles und Wien. Das Album erschien am 17. Mai 2019 bei SONY Masterworks / DDB Records.

## Hintergrund
Bei Star People Nation arbeitete Croker neben den Musikern seines Quartetts mit Sampling, Elektronik und weiteren Einflüssen, die verstärkt eingesetzt wurden. Das Album enthält Beiträge von Gastmusikern, darunter der Sängerin Rose Gold, der jamaikanischen Sängerin Chronixx, dem Keyboarder ELEW und der Schlagzeuger Eric Harland und Kassa Overall. Croker durchquert eine Vielzahl von Jazz-beeinflussten Stücken und beginnt mit 'Have You Come to Stay' (Track 1), und einem Kamasi-Washington-artiges Solo (von dem Saxophonisten Irwin Hall). Es enthält Grooves mit „Getaway Gold feat. Rose Gold “ (Track 2), afrikanisch inspirierte Musik mit „Alkebulan “ (Track 9), Dub-Vibes in „Understand Yourself“ mit Chronixx (Track 10) und traditionellere Jazznummern, gesprenkelt mit elektronischen Einflüssen, wie „Just Let it Ride“ (Track 6) und „The Messenger“ feat. ELEW (Track 8).

## Titelliste

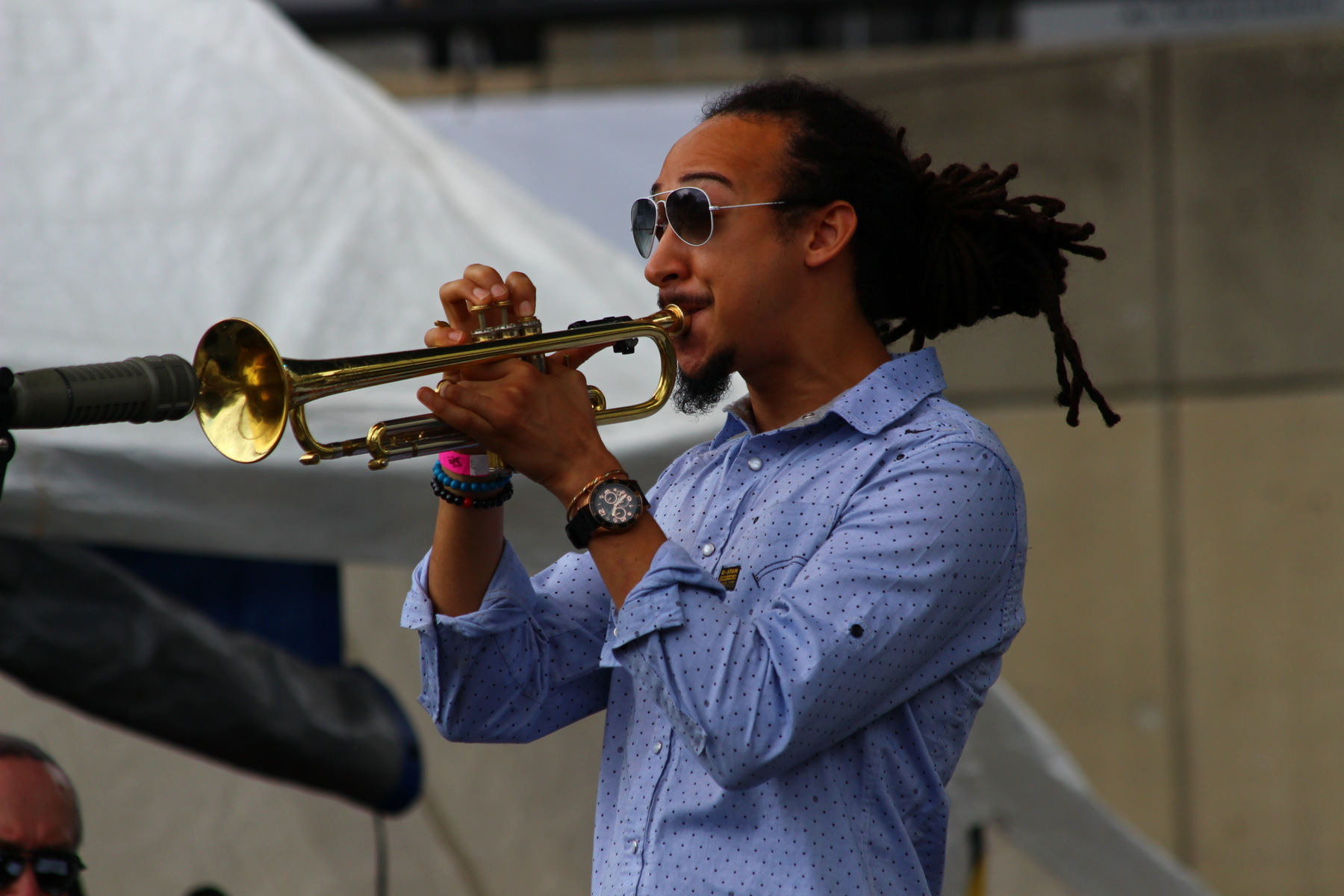
Theo Croker 2013 (Foto: Jeff Dunn)

- Theo Croker: Star People Nation (Sony Masterworks 19075893342)

1. Have You Come to Saty (Joe Chambers, Theo Croker, Gene McDaniels) 4:44
2. Getaway Gold (Theo Croker, Rebekah Muhammad) 3:44
3. Subconscious Flirtations and Titillations (Theo Croker) 4:40
4. Wide Open (Theo Croker) 3:45
5. Portrait of William (Theo Croker) 3:15
6. Just Let It Ride (Theo Croker) 5:31
7. Crestfallen (Theo Croker) 4:22
8. The Messenger (Theo Croker) 5:06
9. Alkebulan (Theo Croker) 2:50
10. Understand Yourself (Theo Croker, Jamar McNaughton) 5:06

## Rezeption
Das Album erhielt Ende 2019 eine Grammy-Nominierung in der Kategorie Zeitgenössische Instrumentalmusik (Best Contemporary Instrumental Album). Matt Collar vergab an das Album in Allmusic 4½ (von fünf) Sterne und schrieb, seit 2014 erweiterte der Trompeter Theo Croker seinen funkigen, stilistisch weitreichenden Jazz-Sound mit immer mehr elektrischen und elektronischen Einflüssen; auf Star People Nation von 2019 führe er diesen Ansatz noch weiter. Star People Nation sei ein stilistisch ausgewogenes Album, das sich gekonnt zwischen spacy 70er World-Fusion, Modalem Jazz, alternativem R&B und zukunftsweisendem Hip-Hop bewegt. Es erinnere an klassische Werke von Eddie Henderson, George Duke und Donald Byrd, von denen Croker als Student am Oberlin College betreut wurde.
Nach Ansicht von Mike Hobert, der das Album in der Financial Times besprach und mit vier Sternen bewertete, basieren die kratzigen Vocals, gesampelten Loops von Bobby Hutcherson artigen Vibraphonspiel und den Blechbläsern, die dieses Album eröffnen, auf einer Hip-Hop-Ästhetik, und die Blankvers-Vocals, die sich aus dem zeitgenössischen R&B ergeben. Der Herzschlag des Albums sei jedoch das messerscharfe akustische Quintett des Trompeters, das Beats spuckt und in regelmäßigen Abständen zum Leben erweckt.
Theo Crokers gesicherte Virtuosität und sein angeborenes Gespür für Swing spiegeln die frühen Nachhilfestunden von Großvater Doc Cheatham und das Mentoring durch Soul-Jazz-Legende Donald Byrd wider, meint Hobert. Croker unterstreiche diese traditionellen Jazzfähigkeiten zum Ende des Sets mit einer modalen Jazz-Hommage an den verstorbenen Schlagzeuger Elvin Jones, der messerscharfe Hornspiel und ein spirituelles Jazzpiano vom Gastmusiker ELEW biete.

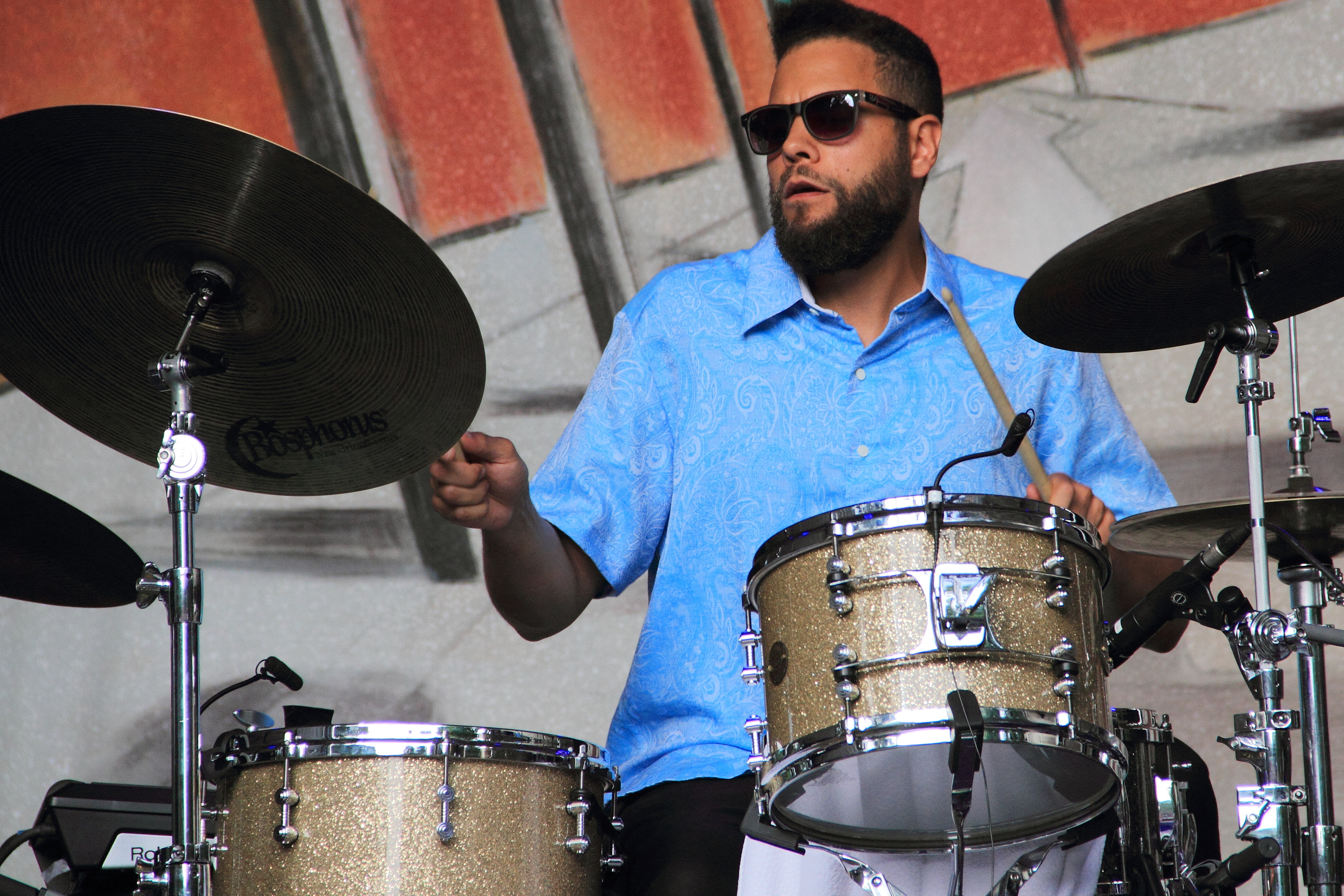
Kassa Overall mit Arto Lindsays Band auf dem TFF Rudolstadt 2014

Der Hauptteil des Albums kombiniere gekonnt Schichten von Samples mit Crokers musikalischem Gesang und feurigem Quintett, schrieb der Autor weiter. Die spannungsvollen „Subconscious Flirtations and Titillations“ stellen zunächst sinnliche Trompete und Flöte mit schnellen, grungigen Beats und dann eckige Croker-Trompete mit schleichenden Grooves gegenüber. „Wide Open“ mache das Beste aus Michael Kings Fender Rhodes, und an anderer Stelle tummeln sich Hörner auf Drum-and-Bass-Jagden, und Croker brütet majestätisch auf „Crestfallen“, einem gut betitelten Stimmungsstück. Akustischer Jazz mit zeitgenössischen Produktionswerten zu mischen, klingt oft erzwungen, resümiert Hobert; doch Croker glätte die Fugen, um ungebundenen modernen Jazz erfolgreich mit dem Rand der Clubkultur zu vereinen.
Nach Ansicht von JazzTimes rahmt Croker auf seinen beiden letzten Alben Escape Velocity (2016) und Star People Nation (2019) seinen goldenen Ton und seine harmonisch elaborierten Linien mit Schichten strukturierter Keyboards, ätherischen Synthesizern, maßgeschneiderten Samples, polyrhythmischen Schlagzeugschlägen und untergeschobenen Stimmen so ein, dass sie ihren melodischen Kern erhellen.